# Hương Sơn, Tân Trúc

Vị trí tại thành phố Tân Trúc

Hương Sơn (tiếng Trung: 香山區; bính âm: Xiāngshān Qū) là một khu (quận) của thành phố Tân Trúc, tỉnh Đài Loan, Trung Hoa Dân Quốc (Đài Loan). Trên địa bàn quận có khu công nghiệp Hương Sơn. Quận có diện tích 54,8488 km², dân số vào tháng 8 năm 2011 là 73.306 người thuộc 23.395 hộ, mật độ cư trú đạt 1336,5 người/km².